# Liste des officiers du royaume de Chypre
Le royaume de Chypre, en tant qu'émanation du royaume de Jérusalem, a établi les mêmes offices : le connétable, le maréchal, le sénéchal, le chambellan, le chancelier et le bouteiller ; ainsi qu'un nouveau : l'amiral.
Les listes données ci-dessous ne sont pas complètes, et les noms et dates de début ou de fin d'office ne sont pas toujours connus.

## Connétables
Le connétable commande l'armée, paye les mercenaires et juge tout ce qui relève de la justice militaire. Il est l'officier le plus important du royaume, du fait de l'état de guerre permanent entre les croisés et leurs voisins musulmans.
- Aimery de Lusignan (avant 1194)
- Jean de Lusignan
- Baudouin de Bethsan (vers 1195)
- Guy de Beyrouth
- Gautier Brisebarre (vers 1206), seigneur de Césarée
- Jean d'Ibelin dit le Vieux (vers 1227-1229), seigneur de Beyrouth
- Jean d'Ibelin (vers 1247), seigneur d'Arsouf, fils du précédent
- Guy d'Ibelin (vers 1250), frère du précédent
- Baudouin d'Ibelin, fils du précédent
- Balian d'Ibelin, (vers 1276), seigneur d'Arsouf
- Jean de Lusignan (avant 1284)
- Guy de Lusignan (vers 1291), fils d'Hugues III
- Philippe d'Ibelin (vers 1302), fils de Baudouin d'Ibelin, sénéchal de Chypre
- Amaury de Lusignan (vers 1303) frère de Guy de Lusignan
- Hugues de Lusignan (vers 1318), fils de Guy de Lusignan
- Onfroy de Montfort (avant 1326)
- Guy de Lusignan (en) (vers 1336–1338), fils d'Hugues IV
- Pierre de Lusignan (supposé vers 1343), fils d'Hugues IV
- Jacques de Lusignan (après 1369), fils d'Hugues IV
- Philippe de Lusignan, fils du précédent
- Guy de Lusignan, frère du précédent

## Maréchaux
Le maréchal est le second du connétable. Il est le commandant des mercenaires et a aussi la responsabilité des chevaux et distribue le butin après les victoires.
- Hugues Martin (1194–1196)
- Renaud de Soissons (1210–1217)
- Adam de Gaures d'Antioche
- Jean d'Antioche (1247), fils du précédent
- Anceau
- Guillaume de Canet (1269)
- Simon de Montolif
- Thomas de Montolif (1328)
- Daniel van de Merwede (1361)

## Sénéchaux
L'office de sénéchal a une importance moindre à Chypre qu'en Europe. Le sénéchal organise la cérémonie de couronnement et préside la cour en l'absence du roi. Il administre les châteaux royaux, ainsi que les finances royales, et collecte les impôts.
- Guy de Lusignan (vers 1195), fils d'Aimery II de Lusignan
- Aimery de Rivet (1197–1210)
- Baudouin d'Ibelin (1246–1267)
- Robert de Cresque (1269)
- Balian d'Ibelin (1286–1302)
- Philippe d'Ibelin (1302–1318), frère du précédent
- Guy d'Ibelin (1318–after 1334?), fils du précédent
- Jacques de Lusignan (1369)

## Chambellans
Le chambellan administre la maison du roi et ses serviteurs, et a des prérogatives honoraires comme celle de recevoir des serments au nom du roi.
- Amaury de Bethsan (1218–1220)
- Geoffrey le Tor (1247)
- Philippe de Cossie (1269)
- Gautier d'Antioche (1286)

## Chanceliers
Le chancelier consiste principalement à un rôle de secrétaire et de scribe, et ne devient jamais un administrateur de la bureaucratie telle qu'elle se développa en Europe. Les chanceliers furent souvent des religieux séculiers qui furent archevêques ou évêques, parfois en restant chancelier. La faible importance du chancelier dans le royaume reflète la décentralisation de l'autorité royale, contrairement à la France ou l'Angleterre où celle-ci devint plus importante.
- Pierre d'Angoulême (après 1191 et avant 1195)
- Alan (1195–1201), archidiacre de Lod et archevêque de Nicosie
- Ralph (1217–1220), archidiacre de Nicosie
- Bonvassal d'Aude (1231–1248), chanoine de Nicosie
- Pierre (1269–1288), évêque de Paphos
- Henry de Gibelet (1291–1330), archidiacre de Nicosie

## Bouteillers
Le bouteiller est à l'origine l'intendant chargé du vin à la cour du Roi. Au royaume de Chypre, cet office est créé seulement à partir de 1328.

## Amiraux
L'amiral administre les affaires navales.
- Jean de Brunswick-Grubenhagen (mort le 11 juin 1414)
- Garceran Suárez de los Cernadilla (1432–après 1458)